# Pandora (konsola)
Pandora – przenośna konsola gier wideo, stworzona z myślą o rynku oprogramowania o otwartym kodzie źródłowym.

## Projekt
Projekt Pandory rozpoczął się wówczas, gdy Craig Rothwell, Michael Weston i Michael Mrozek postanowili połączyć siły i utworzyć całkowicie nową kieszonkową konsolę, która zajęłaby miejsce odchodzącej konsoli do gier GP2X (z firmy Gamepark /Gamepark Holdings). Pandora w całości bazowała na ideach i sugestiach prowadzonych na największym forum użytkowników GP2X – GP32X.

## Ogólnie
Pandora ma otwarty system operacyjny w całości bazujący na dystrybucji Linuksa Ångström. Pandora została zaprojektowana jako kieszonkowa konsola do gier, podobna do Playstation Portable lub Nintendo DS, połączona z możliwościami zaawansowanego palmtopa (posiada 43-klawiszową klawiaturę).

## Początek projektu
Data startu projektu Pandory nie jest dokładnie znana. Pewne dowody świadczą, iż za domniemany start można uważać datę marzec 2008. Wówczas w sieci pojawiły się pierwsze zdjęcia PCB.

## Zastosowanie
Jednym z głównych zastosowań Pandory są gry wideo z segmentu homebrew oraz emulacja innych systemów komputer/konsola, które będą możliwe dzięki wykorzystaniu wysokiej jakości komponentów specjalnie przygotowanych dla Pandory przez firmę Texas Instruments – OMAP 3530 SoC. Pandora jako kieszonkowa konsola ma potencjał, aby emulować Sony PlayStation i większość starych maszyn włączając w to Sega Mega Drive, Nintendo Entertainment System, Super Nintendo, wszystkie komputery 8- i 16-bitowe tj. Amiga, Atari ST, Commodore 64, Atari XL/XE oraz wiele innych. Te ostatnie są w pełni obsługiwane dzięki analogowej klawiaturze dostępnej w konsoli Pandora.
Dodatkowo, dzięki prawie 2 razy szybszemu procesorowi niż w konsoli Playstation Portable istnieje możliwość emulowania konsoli Nintendo 64.
Pandora używa standardowych bibliotek, takich jak OpenGL ES2 czy SDL, dostępnych za darmo w ramach otwartego oprogramowania, pozwalając każdemu kto tylko posiada wiedzę programistyczną do tworzenia gier, emulatorów czy aplikacji dla Pandory. Wielu programistów ze środowiska GP2X zadeklarowało aktywnie wspierać Pandorę tworząc oprogramowanie do niej.

## Specyfikacja konsoli

### Pandora Classic
- SoC Texas Instruments OMAP3530,
  - ARM Cortex-A8 – częstotliwość 600 MHz (przetaktowywanie do 900 MHz[2])
  - PowerVR SGX 530 (110 MHz) – OpenGL ES 2.0 z trójwymiarową akceleracją sprzętową
  - IVA2+ audio / procesor wideo (bazujący na TMS320C64x+ DSP @ 430 MHz) używający technologii Texas Instruments DaVinci
- 256 MB DDR-333 SDRAM
- 512 MB pamięci NAND
- Zintegrowany Wi-Fi 802.11b/g
- Zintegrowany Bluetooth 2.0 + EDR (3 Mbit/s)
- Ekran dotykowy o rozdzielczości 800 × 480 LCD, szerokość ekranu 4,3", 16,7 milionów kolorów (jasność 300 cd/m², kontrast: 450:1)
- Podwójne gałki analogowe;
- Krzyżyk sterujący oraz 4 przyciski + 2 przyciski ramienne
- podwójny slot SDHC (mogące obsłużyć aż do 64 GB pamięci)
- Wyjście słuchawkowe / wejście słuchawkowe [o parametrach – 150 mW/na kanał w 16 ohms, 99 dB SNR]
- Wyjście TV (composite i S-Video)
- Wbudowany mikrofon oraz możliwość podłączenia zewnętrznego mikrofonu
- 43-klawiszowa klawiatura QWERTY i klawiatura numeryczna
- Port USB 2.0 OTG (480 Mb/s) z możliwością ładowania wewnętrznych akumulatorów Pandory
- Port USB 2.0 (480 Mb/s)
- Zewnętrznie dostępny UART przeznaczony m.in. do debugowania
- Ochrona przed brickiem z wbudowanym zintegrowanym programem rozruchowym umożliwiająca bezpieczne eksperymentowanie
- System operacyjny Linux (jądro 2.6.x w wersjach starszych, 3.2 w nowszych)
- bateria litowo-jonowa – 4200 mAH
- Możliwość bezproblemowej pracy przez około 10 godzin przy dużym obciążeniu, ponad 100 godzin odtwarzania muzyki lub ponad 450 podczas wstrzymania
- Masa: 320g
- Wymiary: 140×83×27mm

### Pandora Rebirth
Oparta na Pandorze Classic z następującymi zmianami:
- SoC Texas Instruments OMAP3530
  - PowerVR SGX 530 (110 MHz) – nowsza rewizja
- 512MB DDR-333 SDRAM

### Pandora 1 GHz
Oparta na Pandorze Classic z następującymi zmianami:
- SoC Texas Instruments DM3730
  - PowerVR SGX 530 (200 MHz)
  - ARM Cortex-A8 – częstotliwość 1 GHz
  - IVA2+ audio / procesor wideo (bazujący na TMS320C64x+ DSP @ 800 MHz) używający technologii Texas Instruments DaVinci
- 512MB DDR-333 SDRAM